# Андерсон Луїс да Сілва
Андерсон Луїс да Сілва (порт. Ânderson Luís da Silva, нар. 13 лютого 1981, Ампару), відоміший як Луїзау (порт. Luisão) — колишній бразильський футболіст, що грав на позиції захисника. Відомий, зокрема, виступами за «Бенфіку» та національну збірну Бразилії. 

## Клубна кар'єра
У дорослому футболі дебютував 2000 року виступами за «Жувентус Сан-Паулу», в якому провів один сезон, взявши участь у 18 матчах чемпіонату.
Своєю грою за цю команду привернув увагу представників тренерського штабу клубу «Крузейру», до складу якого приєднався 2001 року. Відіграв за команду з Белу-Оризонті наступні два сезони своєї ігрової кар'єри. Більшість часу, проведеного у складі «Крузейру», був основним гравцем захисту команди. За цей час виборов титул володаря Кубка Бразилії.
До складу клубу «Бенфіка» приєднався 2003 року. Наразі встиг відіграти за лісабонський клуб 201 матч в національному чемпіонаті. За цей час додав до переліку своїх трофеїв два титули чемпіона Португалії.

## Виступи за збірну
2001 року дебютував в офіційних матчах у складі національної збірної Бразилії. Наразі провів у формі головної команди країни 43 матчі, забивши 3 голи.
У складі збірної був учасником розіграшу Кубка Америки 2001 року у Колумбії, розіграшу Золотого кубка КОНКАКАФ 2003 року у США та Мексиці, де разом з командою здобув «срібло», розіграшу Кубка Америки 2004 року у Перу, здобувши того року титул континентального чемпіона, розіграшу Кубка Конфедерацій 2005 року у Німеччині, здобувши того року титул переможця турніру, чемпіонату світу 2006 року у Німеччині, розіграшу Кубка Конфедерацій 2009 року у ПАР, здобувши того року титул переможця турніру, чемпіонату світу 2010 року у ПАР та розіграшу Кубка Америки 2011 року в Аргентині.

## Статистика
| Національна збірна        | Рік     | Ігри | Голи |
| ------------------------- | ------- | ---- | ---- |
| Бразилія                  | 2001    | 1    | 0    |
| Бразилія                  | 2003    | 8    | 0    |
| Бразилія                  | 2004    | 7    | 1    |
| Бразилія                  | 2005    | 3    | 0    |
| Бразилія                  | 2006    | 2    | 1    |
| Бразилія                  | 2007    | 1    | 0    |
| Бразилія                  | 2008    | 6    | 0    |
| Бразилія                  | 2009    | 11   | 1    |
| Бразилія                  | 2010    | 2    | 0    |
| Бразилія                  | 2011    | 2    | 0    |
| Загалом                   | Загалом | 43   | 3    |
| Оновлено: 11 вересня 2011 |         |      |      |

## Титули і досягнення
- Володар Кубка Бразилії (1):

«Крузейру»: 2003
- Чемпіон Португалії (6):

«Бенфіка»: 2004-05, 2009-10, 2013–14, 2014–15, 2015–16, 2016–17
- Володар Кубка Португалії (3):

«Бенфіка»: 2003–04, 2013–14, 2016–17
- Володар Кубка португальської ліги (7):

«Бенфіка»: 2008–09, 2009–10, 2010–11, 2011–12, 2013–14, 2014–15, 2015–16
- Володар Суперкубка Португалії (4):

«Бенфіка»: 2005, 2014, 2016, 2017
- Срібний призер Золотого кубка КОНКАКАФ (1):

Бразилія: 2003
- Володар Кубка Америки (1):

Бразилія: 2004
- Володар Кубка конфедерацій (2):

Бразилія: 2005, 2009